# Den fremmede Tjener
Den fremmede Tjener è un cortometraggio muto del 1913 diretto da Eduard Schnedler-Sørensen.

## Trama
Un diplomatico torna in patria portando con sé come servitore un indiano ma l'arrivo del nuovo domestico sconvolge subito la tranquilla routine della famiglia. Il pellerossa non riesce a legare con il resto della servitù, mentre riesce a far subito amicizia con i bambini della casa con i quali passa il tempo a giocare. La padrona, dovendo procurarsi una cuffia, manda l'indiano a comprarne una e lui, quando torna, esibisce tre splendide cuffiette che incontrano l'ammirazione di tutti. Peccato che non siano il frutto di un acquisto particolarmente felice, ma di un furto perpetrato ai danni di alcune clienti incontrate dalla modista che si sono viste prelevare dalla testa i loro magnifici copricapo.
Dopo questo incidente, l'indiano si mette a corteggiare le cameriere, cosa che suscita la collera della padrona: i modi dell'uomo, benché del tutto innocenti, risultano infatti estranei ai costumi della gente e della comunità in cui si trova a vivere. Un giorno, durante l'assenza degli adulti, lasciato solo in casa con i bambini, si fa prendere dall'entusiasmo del gioco e, con i colori, si mette a dipingere tutti i piccoli, facendoli ballare danze di guerra e portandoli all'attacco degli arredamenti e dei mobili di casa, demolendo tutto quello che ostacola il loro percorso. Davanti a quella distruzione, la famiglia prende dei provvedimenti per contenere l'indiano che, anche se con qualche difficoltà, sembra per il momento adeguarsi agli usi locali. Ma il futuro che si preannuncia resta ancora piuttosto nebuloso.

## Produzione
Il film fu prodotto dalla Nordisk Film Kompagni.

## Distribuzione
Il film uscì in Finlandia il 13 gennaio 1913; vennero utilizzati Vieras palvelija, il titolo finlandese, e Den främmande tjänaren, il titolo in svedese.
La Nordisk Film Kompagni distribuì il film in Danimarca presentandolo in prima al Biograf-Theatret il 21 febbraio 1913. Negli Stati Uniti, importato dalla Great Northern Film Company, venne distribuito dalla Film Supply Company il 22 febbraio 1913 con il titolo in inglese The Indian Servant. Nelle proiezioni, veniva programmato con il sistema dello split reel, accorpato in un'unica bobina con un altro cortometraggio prodotto dalla Nordisk, il documentario presentato con il titolo inglese di Kullen, the West Coast of Sweden.